# Santi Santamaria
Pour les articles homonymes, voir Santamaria (homonymie).
Santi Santamaria (né le 26 juillet 1957 à Sant Celoni près de Barcelone et mort le 16 février 2011, dans son établissement Santi à Singapour) est un chef cuisinier espagnol, d'origine catalane. Établi en Catalogne, il est le propriétaire du restaurant El Can (ou El Racó de Can Fabes), distingué par trois étoiles au Guide Michelin en 1994 et adhérent de la chaîne Relais et Châteaux. Il est l'auteur d'un livre polémique, La cocina al desnudo.

## La cocina al desnudo
Santi Santamaria s'affirme en tant que l'un des plus vigoureux défenseurs de la cuisine traditionnelle face à la montée en puissance de la gastronomie moléculaire, illustrée par d'autres chefs espagnols ou catalans tel Ferran Adrià Acosta. Dans un livre polémique, La cocina al desnudo (ed. Terra de Hoy, mai 2008, Madrid), il fustige le « déclin gastronomique méditerranéen » et s'érige en défenseur de « la cocina doméstica » (la cuisine « comme à la maison »).
L'ouvrage s'ouvre sur le Honey & Mustard Tendercrisp de la chaîne Burger King, spécialité au poulet voisine du hamburger, que le chef étoilé pourrait tenter de surpasser à la demande d'un responsable mercatique de cette enseigne. Puis il aborde les dix plats les plus populaires de la péninsule ibérique hispanophone ou espagnole : « la paella, el gazpacho, la tortilla de patatas, el cocido, la fabada, el marmitako, el pulpo a la gallega, el cordero asado, el pisto manchego y las migas » (la fabada, ou fabada asturiana, est proche du cassoulet dit « toulousain » ; le marmitako, ou ragoût de thon à la basquaise, est une spécialité d'Aitaxi ; le Polbo á feira ou Pulpo á feira de Galice est parfumé au paprika et s'accompagne généralement de pommes de terre cuites dans le bouillon ; proche de la ratatouille dite « niçoise » ou de la piperade basque, le pisto de la Manche s'accompagne généralement d'un œuf au plat ; les migas à base de charcuterie – chorizo, boudin… – sont une préparation à la semoule de couscous). Puis le chef catalan prend le parti de son homologue français Joël Robuchon, opposé aux additifs et à la cuisine dite « moléculaire », et décerne satisfecits ou blâmes aux chroniqueurs gastronomiques ou à ses pairs. L'ouvrage se termine par le refus de Santamaria d'associer son nom à celui de Burger King, symbole d'une cuisine importée et artificielle.